# 學習契約
學習契約是一種自主學習的教育哲學概念，將師生的課堂關係視為一種契約。
學習契約是設計來解決學習責任的歸屬問題。是一種使自律學校的課堂和在家自學的團體能良好運行、師生都能接受的一種概念。

## 概念
在威權體制教育等他律的學校裡，教師掌握權力、制定規則，而學生可能認為，或者感到學習是被迫的，他被要求擔負的責任沒有正當性，因此往往會不合作、怠惰甚至逃避學習。
反之，在民主學校、在家自學或其他如夏山學校等自律的學校，有時會出現學生不願寫作業、常常蹻課等現象，而學生們認為自己已為自己的行為付出代價，即使沒有學到想學的東西，也不認為自己有責任配合教師。
在自主學習相關的教育哲學中，認為課堂關係是師生雙方共同建立的契約。雙方都不是被迫簽定，但是簽定之後，為了讓課堂良好運作，雙方都必須遵守。然而，學生是否具有理解契約的能力是需要被考慮的，更好說，學生在此是「被期待」為具有遵守契約、理解契約與制訂契約能力的人，而教師除了以上期待，更因其不同於學生的照顧者位置，還被付予 「愛的施予者」的角色。學生透過契約的履行得到學習，教師亦同。
在學習契約的概念下，教師任意制定規則和學生的不寫作業、蹻課行為都是單方面的違約，不具有正當性。

## 學習契約與囚徒困境
以博奕論的觀點，一般的課堂往往面臨一個囚徒困境，教師在選擇自由式或威權式的教學法時，並不知道學生是否會認真。若學生不認真，則自由式的課堂往往難以經營。
用表格概述如下：
|                    | 自由課堂（合作） | 威權課堂（背叛）   |
| 學生認真（合作）   | 高效率課堂       | 師可濫權；生被控制 |
| 學生不認真（背叛） | 師挫折；生放恣   | 低效率課堂         |

對師生共同來說，最好的結果是自由課堂、學生認真，建立高效率課堂，但整個遊戲的納什均衡落在教師威權、學生不認真的低效率課堂上。
然而，囚徒困境之所以無解，是因為它是一個非合作博奕，當規則改為一個合作博奕後，雙方因為可以討論並共同制定有強制力的契約，於是囚徒們就能選擇對他們對佳的策略，相互合作，不必擔心被背叛。
同樣地，學習契約使師生雙方可以合作，建立一個自由而認真的課堂。

## 違約
一般而言，教師有監督機制，片面違約時自會受到處理。
學生違約的代價則因學校而異，每個民主學校的作法不盡相同。最常見的代價是取消這門課的參與權一學期，等準備認真面對課堂之後再修。

## 外部連結
自主學習促進會（页面存档备份，存于）